# ISETAN The Japan Store
ISETAN The Japan Store（イセタン ザ ジャパンストア）は、マレーシアのクアラルンプールにある商業施設である。三越伊勢丹ホールディングスの現地法人と、海外需要開拓支援機構との共同出資により、クールジャパンを世界へ発信することを目指し、既存店を改装して2016年に開業した。

## コンセプト
三越伊勢丹ホールディングスの連結子会社であるIsetan of Japan SDN.BHD（以下、IOJ）と、海外需要開拓支援機構（通称、クールジャパン機構。以下 CJ機構）は2014年9月に共同出資による子会社ICJ Department Store SDN.BHD.（以下、ICJ）を設立した。出資比率は、IOJ 51%（3060万RM、約10億1千万円相当）、CJ機構49%（2940万RM、約9億7千万円相当）であった。ICJは、IOJがクアラルンプールで展開していた4店舗うちの、中心繁華街の商業ビルLot 10内にある百貨店を、クールジャパンをベースにした店舗に全面改装することとした。前身となるクアラルンプール伊勢丹LOT10店は1990年開店で、年間売上高は日本円換算約19億円であった。当初の新装開店予定は2015年10月であったが、1年ずれ込み2016年10月27日にオープンした。オープン当日には開店前に約1000人が詰めかけた。
店舗面積は約11,000m2で、LGF（地下1階）から4Fまでの6フロアからなる。売り場構成は、日本人の4つの美意識「雅・粋・繊・素」と、日々の暮らし「食べる・暮らす・過ごす・遊ぶ・学ぶ」をテーマに編成される。LGF「THE MARKET」は和惣菜や日本酒、日本から直送された生鮮食品などを扱うデパ地下となる。GF「THE MUSEUM」のエントランスには建築家の田根剛と京友禅の老舗千總とのコラボレーションによるインスタレーションを設置、美術工芸品や日用雑貨などを販売する。1F「THE STUDIO」はファッション中心のフロア。2F「THE ROOM」では寝具や化粧品、理美容家電などを扱う。3F「THE CUBE」では、日本の伝統カルチャーを体感することができるワークショップや書店が入る。4F「THE TABLE」は2017年1月オープンのレストラン街で、寿司店、和食店、焼肉店、とんかつ店、焼鳥店などが営業する。
内装は、伊勢丹新宿本店のリニューアルを手掛けた丹下都市建築設計の丹下憲孝とGLAMOROUSの森田恭通が担当。全体を日本庭園に見立て、各階にピックアップ商品を陳列する四阿を設けた。取扱いブランド数は820で、そのうち約500ブランドがマレーシア初進出となる。三越伊勢丹ホールディングス海外事業本部海外MD部の部長は「この店舗は大型のセレクトショップのようなものであり、あえて顧客層は想定せず、プロダクトアウト型で商品をセレクトした」と述べている。
2016年10月1日にはフランスのパリ日本文化会館内に小型店「The Japan Store ISETAN MITSUKOSHI Paris」が開店したが、これは三越伊勢丹HDの単独事業である。

## 評価
モナシュ大学マレーシア校準教授の渡部幹は、マレーシア人店員の商品知識不足とマーケティング不在を指摘した。
著述家の古谷経衡は、約2万円の山梨県産ブドウ（2房入り）をはじめ価格帯が極端に高価であること、クールジャパンを標榜していながら日本発ではないコンテンツの『スター・ウォーズシリーズ』や『アナと雪の女王』を前面に押し出していること、書籍売り場には日本に関する商品がわずかしかなく、インテリア的な洋書が幅を利かせていることなどを指し、「傲慢と無知が招いた世紀の失策」と酷評した。
業績は低迷。2017年度の売上高は35億円の目標に対し16億円にとどまり、営業損益は5億円の赤字であった。CJ機構は2018年6月に、保有するICJの株式をすべてIOJに譲渡することを発表した。
松屋からCJ機構の社長に転身した太田伸之は、三越伊勢丹の社長であった大西 洋と懇意であり、日本経済新聞が関係者の談として報じたところによると、本店舗は「両トップの仲で実現した」とのことである。